# 陸間海
陸間海（英語：mediterranean sea）也称地中海、自然内海，在海洋學上是指被陸地環繞，形成一個形似湖泊但具有海洋特質的海洋，一般與大洋之間僅以較窄的海峽相連。由於難以與大洋底層的海水進行交流，陸間海的海流產生的原因與一般海流不同，是受海水溫度和鹽度的影響而非風向，即密度流。世界上最大的陸間海是地中海，最小的陆间海是土耳其海峡中的马耳马拉海。

## 陸間海例子

### 與大西洋相連的陸間海
- 地中海，包括黑海、亞速海、愛琴海、亞得里亞海、利古里亞海、巴利阿里海、第勒尼安海、愛奧尼亞海、馬摩拉海。
- 北冰洋[1]
- 波羅的海
- 巴芬灣[2]
- 美洲陸間海（英語：American Mediterranean Sea）－包含墨西哥灣和加勒比海[3]

### 與印度洋相連的陸間海
- 波斯灣
- 紅海
- 澳大拉西亞陸間海（英語：Australasian Mediterranean Sea）－包括班達海、蘇祿海、西里伯斯海、爪哇海。[4]

## 陸間海種類
陸間海按其交流特性分為兩類：

### 外流型
此類陸間海海水因蒸發鹽度提升，鹽度比外面的海水高時，外面較淡的海水在表面流入，較鹹的海水在底層流出。此類陸間海例子包括紅海和波斯灣，地中海整體來說也屬外流型，但其中黑海（因為多瑙河、頓河、聶伯河的流入）、亞得里亞海（因為波河的流入）屬內流型。

### 內流型
此類陸間海海水因降水、河流流入鹽度下降，鹽度比外面的海水低時，外面較鹹的海水在底層流入，較淡的海水在表面流出。深水的流入並不能為海底提供足夠的氧氣。此類陸間海例子包括北冰洋、美洲陸間海、波羅的海、巴芬灣、澳大拉西亞陸間海。

## 例外
- 哈德遜灣：由於整體海水太淺，比較具有河口的特質。
- 日本海：雖然有淺水的海峽和深水的海盆，但由於來自太平洋的強勁海流，阻止了日本海本身的獨立水流活動。
- 波羅的海：鹽度介於淡水與海水之間的汽水內海，被稱為世界上最大的汽水水域（一說是黑海）。形成於冰川侵蝕而來的海盆。

## 參看
- 海洋
- 陸緣海
- 內海

1. ↑  Günther Dietrich, General oceanography: an introduction Wiley, 1980, p. 501
2. ↑  Tang, C. et al. "The Circulation, Water Masses and Sea-ice of Baffin Bay." Progress In Oceanography 63.4 (2004): 183–228
3. ↑  Sverdrup, H. U., M. W. Johnson and R. H. Fleming; The Oceans Their Physics, Chemistry, and General Biology, Prentice–Hall, 1942, pp. 15, 35 and 637–643  （页面存档备份，存于）
4. ↑  
Kämpf, Jochen. . . Heidelberg: Springer Science & Business Media. 2010: 138  [2017-09-05]. ISBN 9783642106101. Mediterranean seas of the Indian Ocean are the Persian Gulf and the Red Sea, and the Australasian Mediterranean Sea, including the Banda, Sulu, Sulawesi and Java Seas, being connected with the Pacific Ocean.